# Son de mariachi
El son de mariachi es un subgénero musical que las agrupaciones de mariachi tienen en su repertorio. Son sones tradicionales que generalmente combinan ritmos ternarios (3/4) y binarios (6/8) en compás sesquiáltero, una combinación de rasgos estilísticos de los sones de Jalisco, Colima, Michoacán, Nayarit y Guerrero en México.  
Los sones de mariachi actuales tienen un aire de "canción" y no de son tradicional, aunque musicalmente tienen el mismo ritmo y la misma forma musical.
Sus principales instrumentos son: dos trompetas, tres o más violines, una vihuela, una guitarra y un guitarrón.